# داء الورم الحبيبي المزمن
الورم الحبيبي المزمن (اختصارًا CGD) ويعرف أيضاً باسم "متلازمة الجسور الجيدة" و"الاضطراب الحبيبي المزمن" و"متلازمة كيو"") هو مجموعة منوعة من الأمراض الوراثية تواجه فيها خلايا معينة في الجهاز المناعي صعوبة بتكوين مركبات الأكسجين (والأكثر أهمية الأكسيد الفائق الأساسي) المستخدمة لقتل بعض المُمْرِضَات التي تدخل الجسم. وهذا يؤدي إلى تشكّل حبيبات في العديد من أجهزة الجسم. يصيب الورم الحبيبي المزمن شخص من كل 200,000 نسمة في الولايات المتحدة، حيث يتم تشخيص حوالي 20 حالة جديدة كل عام
اكتشفت هذه الحالة للمرة الأولى عام 1950 في 4 أولاد من مينسوتا، وفي عام 1957 سمي باسم «الحبيبات قاتلة الطفولة» في مطبوعة وصف فيها المرض. اكتشفت الآلية الخلوية الأساسية التي تسبب المرض عام 1967، وقد أجريت البحوث منذ ذلك الوقت والتي أوضحت أكثر الأليات الجزيئية الكامنة وراء المرض

## وصلات خارجية
- "CGD Society". CGDSociety (بالإنجليزية البريطانية). Archived from the original on 2021-05-04. Retrieved 2019-10-22.